# Jean Tatlocková
Jean Frances Tatlocková (nepřechýleně Tatlock; 21. února 1914 Ann Arbor – 4. ledna 1944 San Francisco) byla americká psychiatrička, členka Komunistické strany Spojených států amerických, reportérka a autorka stranické publikace Western Worker. Je také známá pro svůj milostný vztah s J. Robertem Oppenheimerem, ředitelem laboratoře v Los Alamos spjaté s projektem Manhattan během druhé světové války.
Jako dcera Johna Stronga Perryho Tatlocka, významného staroanglického filologa a odborníka na Geoffreyho Chaucera, vystudovala Vassar College a Stanfordskou lékařskou fakultu, kde se stala psychiatričkou. V roce 1936 se začala vídat s Oppenheimerem – tehdy byla postgraduální studentkou na Stanfordu a Oppenheimer profesorem fyziky na Kalifornské univerzitě v Berkeley. V důsledku jejich vztahu a jejího členství v komunistické straně byla sledována FBI a její telefon byl odposloucháván. Trpěla klinickou depresí, v jejímž důsledku dne 4. ledna 1944 spáchala sebevraždu.

## Raný život
Narodila se 21. února 1914 v Ann Arboru ve státě Michigan jako druhé dítě Johna Stronga Perryho Tatlocka a Marjorie rozené Fenton. Měla staršího bratra Hugha, který se stal lékařem. Její otec, jenž získal doktorát na Harvardově univerzitě, byl známým a uznávaným profesorem angličtiny na Michiganské univerzitě, staroanglickým filologem, odborníkem na Geoffreyho Chaucera a anglické hry, básně a alžbětinskou literaturu a autorem přibližně 60 knih na tato témata, včetně The Complete Poetical Works of Geoffrey Chaucer (1912) a The Mind and Art of Chaucer (1950).
John Tatlock působil v letech 1915–1925 jako profesor angličtiny na Stanfordu a v letech 1925–1929 na Harvardu, poté se vrátil do Bay Area jako profesor angličtiny na Kalifornské univerzitě v Berkeley. Jean Tatlocková navštěvovala Cambridge Rindge and Latin School v Cambridge ve státě Massachusetts a Williams College v Berkeley. V roce 1930 nastoupila na Vassar College, po jejímž absolvování v roce 1935 se vrátila do Berkeley. Zde navštěvovala kurzy, aby splnila podmínky pro studium na Stanfordově lékařské fakultě, a pracovala jako reportérka a spisovatelka pro Western Worker, orgán Komunistické strany Spojených států amerických na západním pobřeží.
Byla přijata na Stanfordskou lékařskou fakultu, jež se tehdy nacházela v San Franciscu, kde studovala obor psychiatričky. Studium Stanfordské lékařské fakulty dokončila v roce 1941. Absolvovala stáž v nemocnici sv. Alžběty ve Washingtonu, D.C. a rezidenturu na psychiatrickém oddělení nemocnice Mount Zion (nyní součástí Lékařského centra Kalifornské univerzity v San Franciscu).

## Romance s Oppenheimerem
Měla potíže se svou sexualitou, jednou napsala příteli: „Bylo období, kdy jsem si myslela, že jsem homosexuální. Stále jsem svým způsobem nucena tomu věřit, ale ve skutečnosti jsem si logicky jistá, že jím být nemohu kvůli své nemužnosti.“ S Robertem Oppenheimerem se začala vídat v roce 1936, kdy byla postgraduální studentkou a Oppenheimer profesorem fyziky v Berkeley. Seznámili se prostřednictvím jeho bytné Mary Ellen Washburnové, členky komunistické strany, když pořádala finanční sbírku pro španělské republikány podporované komunisty.
Pár spolu začal chodit a údajně spolu prožili vášnivý vztah. Oppenheimer ji dvakrát požádal o ruku, ale ona odmítla. Je jí připisováno, že Oppenheimera koncem 30. let seznámila s radikální politikou a s lidmi, kteří se angažovali v komunistické straně nebo s ní sympatizovali, například s Rudym Lambertem a Thomasem Addisem. Pár se scházel i poté, co se Oppenheimer zapletl s Kitty Harrisonovou, kterou si 1. listopadu 1940 vzal. Oppenheimer a Tatlocková spolu strávili Nový rok 1941 a jednou se setkali v hotelu Mark Hopkins v San Franciscu.
Oppenheimerovo spojení s Tatlockovými přáteli bylo použito jako důkaz proti němu během jeho bezpečnostního slyšení v roce 1954. V dopise adresovaném generálmajoru Kennethu D. Nicholsovi, generálnímu řediteli Komise pro atomovou energii Spojených států amerických, datovaném 4. března 1954, Oppenheimer popsal jejich spojení následovně:
Na jaře 1936 mě přátelé seznámili s Jean Tatlockovou, dcerou známého univerzitního profesora angličtiny, a na podzim jsem se jí začal dvořit a sblížili jsme se. Nejméně dvakrát jsme byli natolik blízko svatbě, že jsme se považovali za zasnoubené. Od roku 1939 do její smrti v roce 1944 jsem ji vídal jen velmi zřídka. Vyprávěla mi o svém členství v komunistické straně; byla to jenom aféra, která se opakovala a nikdy jí nepřinesla to, co hledala. Nevěřím, že její zájmy byly skutečně politické. Milovala tuto zemi, její lid a její život. Jak se ukázalo, byla přítelkyní mnoha spolucestujících a komunistů, s řadou z nich jsem se později seznámil. Nechtěl bych vzbudit dojem, že jen díky Jean Tatlockové jsem získal levicové přátele nebo pocítil sympatie ke kauzám, které by se mi dosud zdály tak vzdálené, jako je kauza loajalistů ve Španělsku a organizace migrujících dělníků. Zmínil jsem se o některých dalších příčinách, které k tomu přispěly. Líbil se mi nový pocit kamarádství a v té době jsem měl pocit, že se stávám součástí života své doby a země.
Zatímco někteří historici se domnívají, že Oppenheimer měl s Tatlockovou mimomanželský poměr v době, kdy pracoval na projektu Manhattan, jiní tvrdí, že jako ředitel laboratoře v Los Alamos se s Tatlockovou setkal pouze jednou, a to v polovině června 1943. Dne 14. června 1943 pobýval Oppenheimer v Berkeley, aby přijal Davida Hawkinse jako administrativního asistenta. Oppenheimer a Tatlocková šli do mexické restaurace a strávili spolu noc v jejím bytě v San Franciscu. Po celou dobu je sledovali agenti americké armády, kteří čekali venku na ulici. Při tomto setkání mu řekla, že ho stále miluje a chce s ním být. Znovu už ji nikdy neviděl.
Edith Arnsteinová Jenkinsová si vzpomněla na rozhovor s Masonem Robertsonem, dobrým přítelem Tatlockové, v němž tvrdil, že mu Tatlocková řekla, že je lesbička. Je pravděpodobné, že Tatlocková měl vztah s Mary Ellen Washburnovou. Jako školená psychiatrička musela absolvovat psychoanalýzu, a proto v rámci svého výcviku konzultovala Siegfrieda Bernfelda. Ve 40. letech 20. století byla homosexualita považována za patologický stav, který je třeba překonat, což mohlo vést k její případné sebevraždě.

## Smrt

### Předcházející události
Trpěla klinickou depresí a léčila se v ústavu Mount Zion. Kolem 13. hodiny dne 5. ledna 1944 přijel do jejího bytu na Montgomery Street 1405 její otec. Když na jeho zazvonění nikdo nereagoval, vlezl dovnitř oknem. Nalezl ji mrtvou, jak klečí na hromadě polštářů v koupelně a hlavu má ponořenou v částečně napuštěné vaně. Na místě se nacházel nepodepsaný dopis na rozloučenou, v němž stálo:
Jsem ze všeho znechucená... Těm, kteří mě milovali a pomáhali mi, všechnu lásku a odvahu. Chtěla jsem žít a dávat a nějak mě to ochromilo. Snažila jsem se to pochopit jako čert a nešlo to... Myslím, že bych byla celý život na obtíž – alespoň bych mohla z bojujícího světa odnést břemeno ochrnuté duše.
Její otec našel její korespondenci, pročetl ji a spálil dopisy a fotografie v krbu. V 17:10 zavolal do pohřebního ústavu Halstead, který kontaktoval policii. Policie přijela v 17:30 v doprovodu zástupce koronera. V době smrti byla sledována FBI a její telefon byl odposloucháván, takže jedním z prvních lidí, kteří o ní byli informováni, byl ředitel FBI J. Edgar Hoover, a to prostřednictvím dálnopisného spojení. Zprávu o její smrti přinesly noviny v Bay Area.
Washburn kontaktoval Charlotte Serber v Los Alamos. Serber měla jako knihovnice přístup do technické oblasti. Informovala svého manžela, fyzika Roberta Serbera, který následně obeznámil se situací Oppenheimera. Když dorazil do Oppenheimerovy kanceláře, zjistil, že Oppenheimer již informaci obdržel. Šéf bezpečnosti v Los Alamos, kapitán Peer de Silva, obdržel zprávu prostřednictvím odposlechu a armádní rozvědky a sdělil ji Oppenheimerovi. Tatlocková seznámila Oppenheimera s poezií Johna Donna a všeobecně se má za to, že první zkoušku jaderné zbraně pojmenoval „Trinity“ v narážce na jednu z Donnových básní, jako poctu jí. V roce 1962 Leslie Groves napsal Oppenheimerovi o původu názvu a vyprosil si tuto odpověď:
Navrhl jsem to... Proč jsem si vybral tento název, není jasné, ale vím, jaké myšlenky se mi honily hlavou. Existuje báseň Johna Donna, napsaná těsně před jeho smrtí, kterou znám a miluji. Je z ní citát:
Jako Západ a Východ
Ve všech plochých mapách - a já jsem jedna - jsou jedno,
Tak se smrt dotýká Vzkříšení.
V jiné, známější zbožné básni Donne začíná,
Bij mé srdce, trojosobní Bože.

### Vyšetřování
Při formálním vyšetřování v únoru 1944 byl vynesen verdikt „sebevražda, motiv neznámý“. Koroner ve své zprávě uvedl, že Tatlocková se krátce před smrtí najedla. Vzala si nějaké barbituráty, avšak nikoliv smrtelnou dávku. Byly nalezeny stopy chloralhydrátu, drogy obvykle spojované s „Mickey Finnem“ v kombinaci s alkoholem, ale v její krvi nebyl nalezen žádný alkohol, přestože poškození slinivky břišní naznačovalo, že byla silnou pijankou. Jako psychiatrička pracující v nemocnici měla přístup k sedativům, jako je chloralhydrát. Koroner konstatoval, že zemřela 4. ledna kolem půl páté odpoledne. Jako příčina smrti byl zaznamenán „akutní otok plic s plicní kongescí“ – utonutí ve vaně. Je pravděpodobné, že si klekla nad vanu, užila dávku chloralhydrátu a ponořila hlavu do vody.

### Teorie o vraždě
Novináři a historici, stejně jako její bratr Hugh, spekulovali o tom, že její smrt nebyla sebevraždou, a „podivné okolnosti“, které ji provázely, následně vzbudily podezření. Konspirační teorii, že byla zavražděna agenty zpravodajských služeb pracujícími pro projekt Manhattan, posílil Churchův výbor z roku 1975, jenž odhalil podrobnosti o vraždách provedených americkými zpravodajskými službami. Jeden z lékařů citovaných v knize Kaie Birda a Martina J. Sherwina o Oppenheimerově biografii American Prometheus, poznamenal, že pokud by někdo „byl chytrý a chtěl někoho zabít“, chloralhydrát by byl „způsob, jak to udělat“. Podle Birda a Sherwina však Tatlockové „nepodepsaný dopis na rozloučenou naznačuje, že zemřela vlastní rukou – „ochromenou duší“ – a tomu Oppenheimer jistě vždy věřil“.
Teorie vraždy byla prezentována v dramatické minisérii Manhattan a také ve filmu Oppenheimer z roku 2023. Ve filmu si Oppenheimer představuje smrt Tatlockové několika způsoby: postupně spouští hlavu do vany a v jiné scéně je vidět ruka navlečená do rukavice, která jí strká hlavu pod vodu.

### Kremace
Její otec nechal ostatky zpopelnit.

## Ztvárnění
V televizní minisérii Oppenheimer z roku 1980 ji ztvárnila Kate Harperová. Ve filmu Fat Man and Little Boy z roku 1989 ji ztvárnila Natasha Richardsonová, zatímco Florence Pughová se ujala role pro epický životopisný thriller Christophera Nolana Oppenheimer z roku 2023.